# Ermita de San Roque (Burjasot)
La ermita de San Roque y la Virgen de la Cabeza es una ermita situada en la plaza de San Roque, en el municipio de Burjasot. Es Bien de Relevancia Local con identificador número 46.13.078-002.
Las fiestas patronales se celebran el 16 de agosto de cada año.

## Historia
Tiene su origen en la donación por parte del patriarca Juan de Ribera de una imagen de la Virgen de la Cabeza, patrona de Burjasot que se conserva en el templo, copia de la de la Basílica de Nuestra Señora de la Cabeza en Andújar. Por ello el templo se encuentra bajo la doble advocación de San Roque y de la mencionada denominación mariana.
El edificio se construyó en el siglo XVII, sobre un pequeño santuario del siglo XVI. En el siglo XVIII fue ampliada. Durante la ocupación francesa sufrió daños y fue saqueada.

## Descripción
La ermita se encuentra en el conjunto del Patio de los Silos. Frente a ella se cruz una cruz de piedra. La cruz fue labrada por Jerónimo Muñoz en 1580; destruida durante la Guerra Civil, fue sustituida posteriormente por una copia fidedigna. Junto al templo hay un pozo con la fecha 1793.
Se trata de una pequeña construcción exenta. Su fachada es neoclásica con un remate barroco formado por una espadaña adornada con bolas de piedra y cruz de hierro. La nave es alargada y está cubierta por un tejado a dos aguas. Presenta contrafuertes en las paredes laterales y ventanas entre estos. En el exterior se observa una cúpula achatada cubierta con tejas azules sobre el presbiterio, mientras que otra cúpula menor con linterna y cupulín cubre una capilla lateral. La puerta es adintelada y está enmarcada en piedra. Sobre ella hay un retablo cerámico con la imagen del titular y una ventana con arco de descarga.
El interior es de planta rectangular, cubierta por bóveda de cañón de tres tramos. Tiene coro a los pies y altares laterales, de los que destaca uno barroco a la derecha donde se encuentra la talla de San Roque. Esta talla es copia de la original, que se conserva en la iglesia de San Miguel. La ornamentación pintada es del siglo XVIII. El altar mayor posee columnas estriadas que sostienen un relieve representando la aparición de la Virgen de la Cabeza a un pastorcillo. La imagen de la Virgen se venera en una hornacina.